# Aljibe del Esparragal (Puerto Lumbreras)

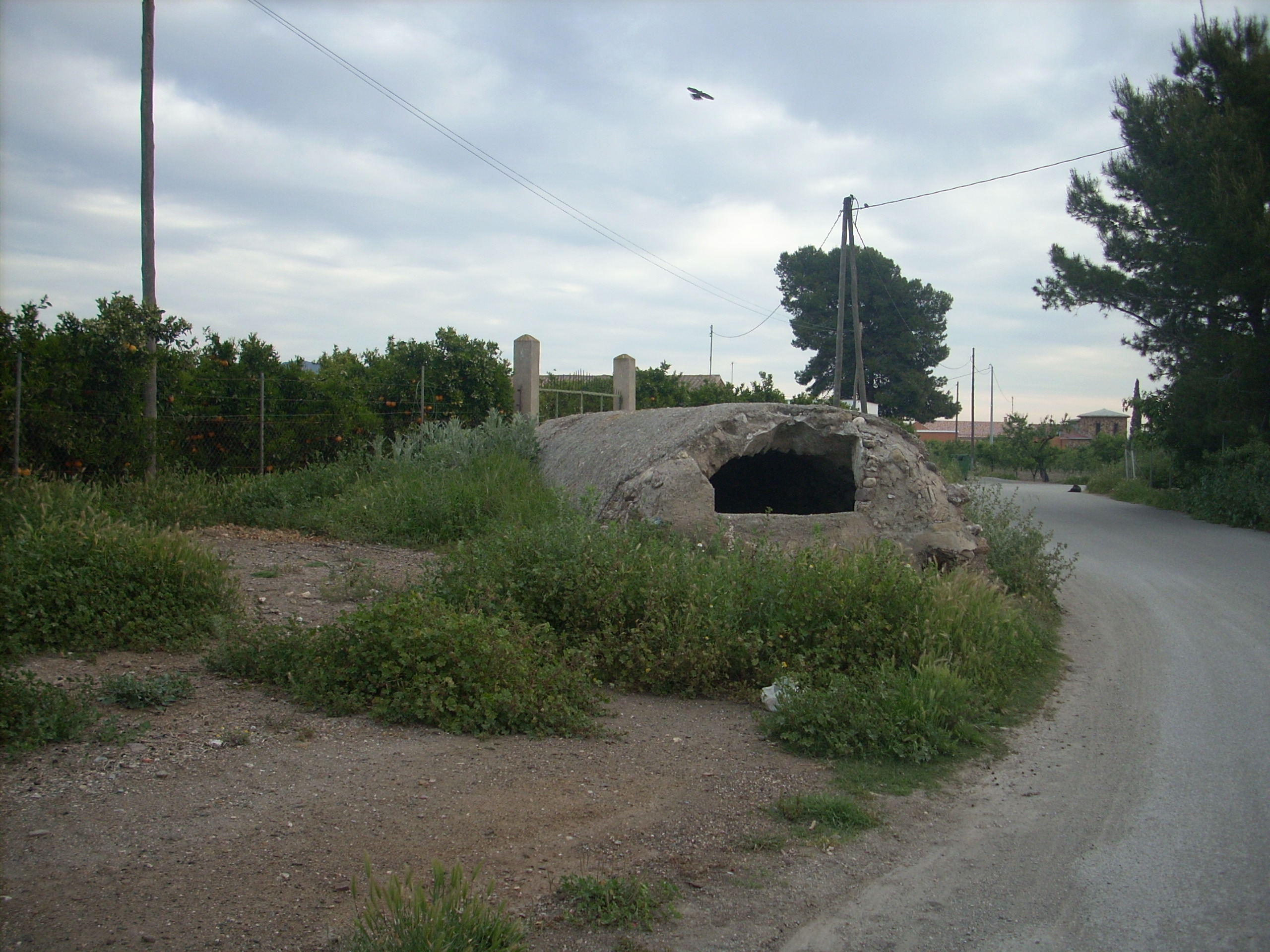
Aljibe del Esparragal

Aljibe localizado en la diputación de El Esparragal-La Estación (Puerto Lumbreras, Región de Murcia), en el núcleo de población del Esparragal, a 6 kilómetros al este de Puerto Lumbreras. Está declarado bien catalogado por su relevancia cultural por resolución de fecha 13 de junio de 2011 (BORM nº141 del 22 de junio de 2011). Se sitúa en la margen izquierda del Camino de los Valencianos, conocido también como Camino Real, vía de paso entre el valle del Guadalentín y de Almanzora. 

## Arquitectura

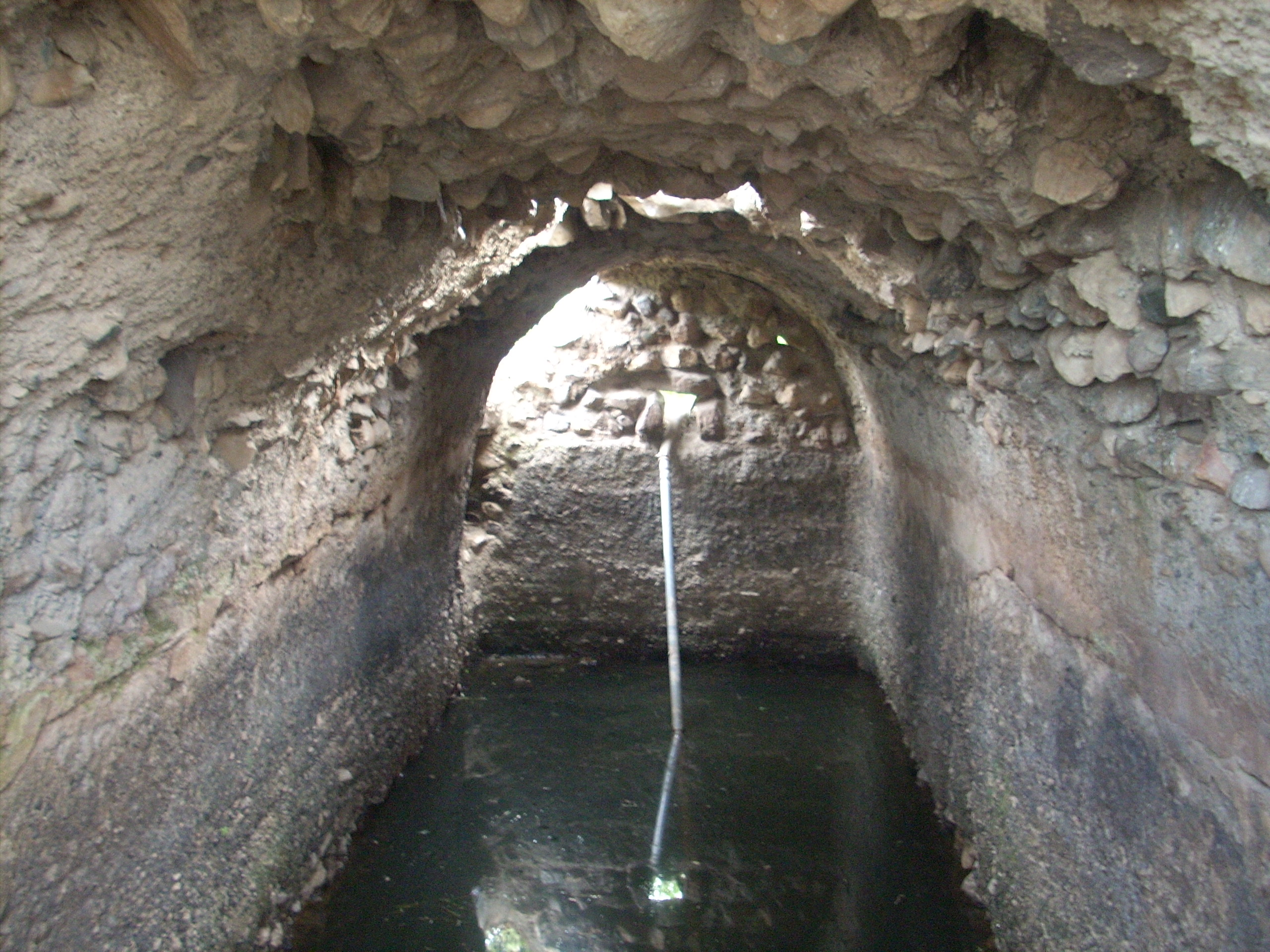
Interior del aljibe

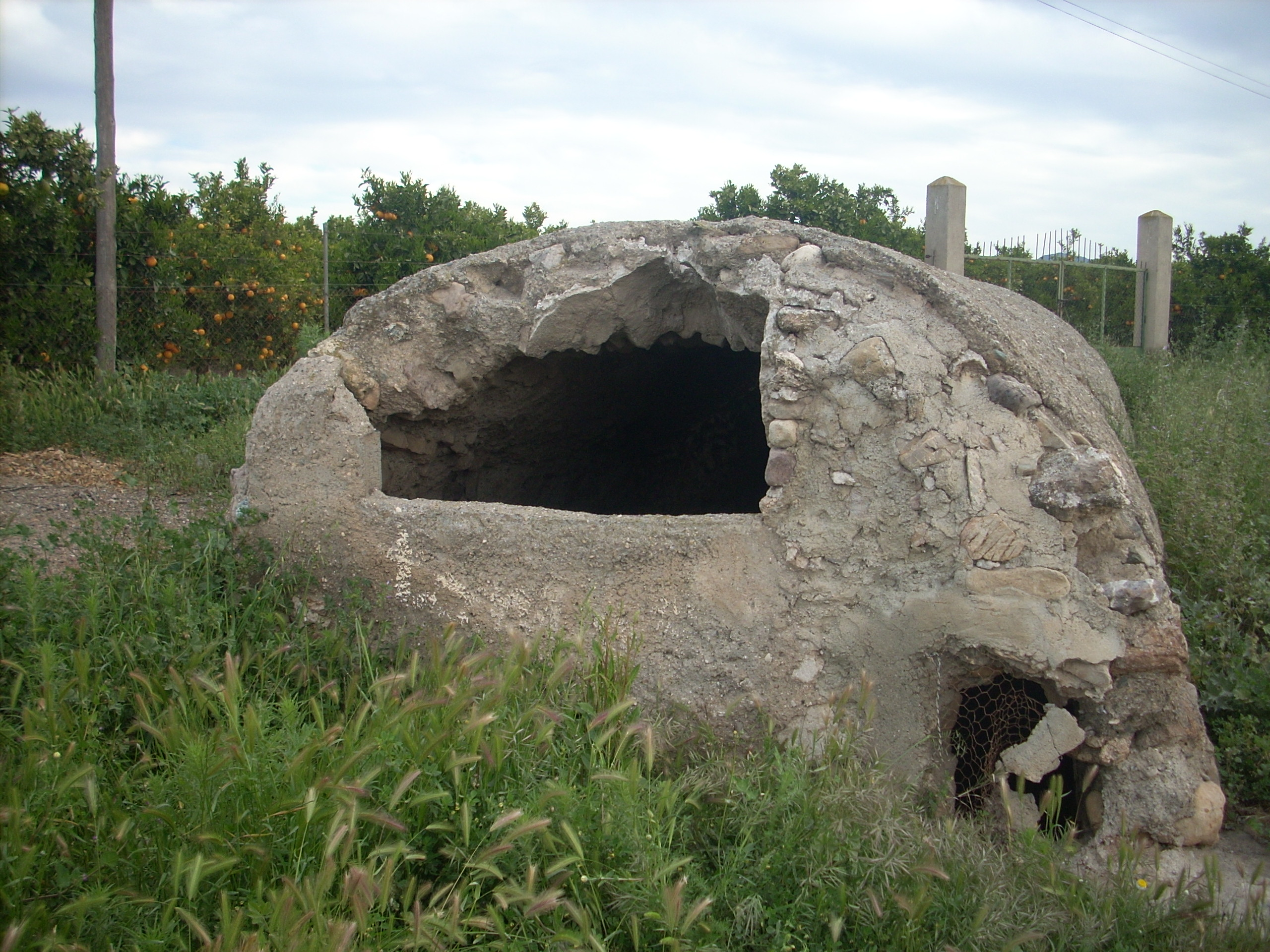
Exterior del aljibe

Aljibe de planta rectangular con orientación noreste–suroeste y unas dimensiones aproximadas de 10,30 metros de longitud por 3,70 metros de anchura. El depósito está excavado en el subsuelo, construido con fábrica de tapial encofrado realizado con cal, arena y ripios. La cubierta es peraltada sobresaliente al exterior; al interior se resuelve con bóveda de medio cañón de 1,80 metros de radio y construida con mampostería trabada con mortero de cal y enlucida con este mismo aglutinante. El abastecimiento y extracción de agua se realizaba a través de una abertura en la fachada occidental del aljibe. Junto a la cisterna se encuentra adosada una acequia contemporánea que permite la entrada de agua al interior.

## Historia
Al igual que el aljibe de la Estación, situado a poco más de un kilómetro, se fecha en época medieval islámica (siglos XII-XIII), tanto por la técnica constructiva como por los materiales cerámicos de este periodo documentados en prospecciones arqueológicas, en su mayoría pertenecientes a cerámicas de almacenamiento y/o transporte.
Aljibes como el de la Estación o el Esparragal, estarían asociados a un proceso demográfico que se produce en los siglos XII XIII en el que se desarrollan asentamientos vinculados a una fortificación, en este caso el Castillo de Nogalte, que debió funcionar como un granero fortificado que permitió a los habitantes de estas alquerías asegurar sus recursos en épocas de inseguridad.
En época moderna formó parte de la infraestructura hidráulica de captación, distribución, aprovechamiento y almacenamiento de agua procedente de las corrientes subálveas de ramblas de la sierra de las Estancias como Béjar, Vilerda o Nogalte. La complejidad de este sistema se puede observar en un paño pintado por Antonio Joseph Rebolloso a mediados del siglo XVIII y donde se representa el conjunto de aljibes, acequias, partidores, cortijos o caminos rurales que forman parte del mismo, sumando un total de 134 descriptores.
Con el paso del tiempo ha sido objeto de diferentes reparaciones que han permitido tenerlo en uso prácticamente hasta la actualidad.